# ENHER
ENHER, sigla para Empresa Nacional Hidroeléctrica del Ribagorzana ( Companhia Hidroelétrica Nacional da Ribagorçana ), foi uma empresa espanhola, com sede em Barcelona, dedicada à geração e distribuição de energia eléctrica. A sua atividade base centrava-se na produção hidroelétrica, mas também tinha participações em centrais térmicas e nucleares.
Criada em 1946, foi historicamente uma empresa de capital público, primeiro como propriedade do Instituto Nacional de Indústria ( INI ) e, a partir de 1983, como parte da Endesa, que a absorveu em 1999, um ano após ter sido privatizada. Apesar da extinção da personalidade jurídica da Enher, a Endesa utilizou a marca Fecsa-Enher para a sua atividade de distribuição na Catalunha até o ano 2001. 

## História
A ENHER foi fundada em 1946 com capital maioritário do Instituto Nacional de Industria ( INI ) por iniciativa do engenheiro Victoriano Muñoz Om s,  com o objetivo de aproveitar os recursos hidráulicos da bacia do rio Noguera-Ribagorçana. Posteriormente, obteve também concessões nos rios Ebro e Cinca.
Na década de 1960, o crescimento económico espanhol e o aumento da procura eléctrica levaram Enher a procurar novas fontes de energia, para além das cascatas. Em 1967, juntamente com a empresa Hidroelétrica de Cataluña (HECSA), construiu uma central térmica de 150 MW em Sant Adrià de Besós, denominada Besós I. Em 1968 Enher e HECSA constituíram 50% da empresa Térmicas del Besós, SA (TERBESA) para administrar este centro e também um segundo grupo, Besós II, inaugurado em 1972,  além de outras instalações térmicas como a termelétrica fábrica de Foix, ligada à rede em 1979.
No domínio nuclear, fez também parte, com 23%, da Hispano Francesa de Energía Nuclear, SA (Hifrensa), um consórcio de empresas integradas pela Electricité de France (EdF) e pelas outras grandes eléctricas catalãs, FECSA e HECSA, para construir a primeira central nuclear catalã e a terceira espanhola, Vandellós I, que entrou em serviço em 1972.  Também participou da Associação Nuclear Ascó II com 40% de participação. Em 1981 foi autorizada a construção da central nuclear Vandellós II, projecto no qual a ENHER participou com 54% do capital.
A reorganização do sector eléctrico levada a cabo pelo governo espanhol fez com que em 1983 o INI transferisse para a Endesa, também pública, todas as suas participações em empresas eléctricas, incluindo a ENHER. Para reduzir a sua dívida, a ENHER transferiu para a Endesa as suas participações nucleares em Vandellos II (54%) e Ascó II (40%).
Na sequência de um acordo de troca de activos assinado entre a Endesa e a Iberdrola, em 1994 a ENHER adquiriu 55% da Hidruña 1, empresa para a qual foram transferidos todos os ativos da HECSA, exceto os nucleares. Finalmente, em 1998, a Hidruña foi absorvida pela ENHER, que com esta operação atingiu 1,6 milhões de clientes, o que representava 50% do mercado catalão e 15% do mercado aragonês. Por sua vez, adicionou 35.000 km de linhas e mais de 9.000 MW de potência instalada.
Em 1999 a ENHER foi absorvida pela Endesa, que um ano antes havia sido privatizada; a troca de títulos foi de 24 ações da Enher por 25 da Endesa. Antes da fusão por absorção, a ENHER e a FECSA, empresa também absorvida, segregaram os seus ativos de produção e distribuição de energia não nuclear para uma nova empresa, denominada Fecsa-Enher I, SA, controlada a 100% pela Endesa. Posteriormente, os ativos de geração foram cindidos na outra empresa, Fecsa-Enher II, SA  A Endesa operou no mercado de distribuição da Catalunha através da subsidiária Fecsa-Enher até o ano de 2001, quando mudou a marca para Fecsa-Enher. 

## Quartel general
A ENHER teve sua sede na Casa Fuster, edifício de estilo modernista do arquiteto Lluís Domènech i Montaner, localizado no número 132 do Paseo de Gracia de Barcelona . A companhia elétrica comprou o imóvel em 1960 por 11 milhões de pesetas, com a intenção de demoli-lo para construir um arranha-céu de escritórios denominado "Torre Barcelona". Porém, após campanha a favor da sua preservação em vários meios de comunicação, a ENHER descartou o projeto de demolição e instalou os seus escritórios no edifício histórico, realizando um restauro que culminou em 1974.  No ano 2000 a Endesa vendeu o edifício sede da ENHER, que passou a ser um hotel,  atualmente protegido como Bem Cultural de Interesse Local.

## Ativos de produção hidráulica
Os principais ativos de produção hidráulica da ENHER eram os seguintes: 
- CH Senet - Iniciando operação em 1951
- CH Vilaller - Iniciando operação em 1952
- CH Bono - Iniciando operação em 1953
- CH Llesp - Iniciando operação em 1953
- CH Pont de Suert - Iniciando operação em 1955
- CH Escales - Iniciando operação em 1955
- CH Boï - Iniciando operação em 1956
- CH Caldes - Início da operação em 1958
- CH Pont de Montanyana - Iniciando operação em 1958
- CH Canelles - Iniciando operação em 1959
- CH Santa Anna - Iniciando operação em 1962
- CH Mequinenza - Iniciando operação em 1964
- CH Riba-Roja - Início de operação em 1967
- CH Moralets-Baserca-Llauset

## Tecnologias para gerenciamento de ativos elétricos
A par das grandes infraestruturas hidráulicas e eléctricas, a ENHER também foi relevante no desenvolvimento de tecnologias TIC aplicadas precisamente à gestão e controlo das referidas infraestruturas. Como expoente destacamos aqui os importantes desenvolvimentos nas áreas de redes de computadores ( rede TRAME ) e Controle Remoto.  